# Ralphcannonita
La ralphcannonita és un mineral de la classe dels sulfurs, que pertany al grup de la routhierita. Rep el nom per Ralph Cannon, responsable tècnic de la comunitat de recerca de Lengenbach i expert en minerals de Lengenbach.

## Característiques
La ralphcannonita és una sulfosal de fórmula química AgZn₂TlAs₂S₆. Va ser aprovada com a espècie vàlida per l'Associació Mineralògica Internacional l'any 2014. Cristal·litza en el sistema tetragonal.
L'exemplar que va servir per a determinar l'espècie, el que es coneix com a material tipus, es troba conservat a les col·leccions mineralògiques del Museu d'Història Natural de la Universitat de Florència, a Itàlia, amb el número de catàleg: 3145/i.

## Formació i jaciments
Va ser descoberta a la pedrera Lengenbach, situada a Fäld, a la comuna de Binn (Valais, Suïssa). Es tracta de l'únic indret de tot el planeta on ha estat descrita aquesta espècie mineral.